# Daniela Carpio
Daniela Carpio (Guatemala City, 1983. január 21. –) guatemalai énekesnő, dalszerző, modell.
Dalainak műfaja: fúziós pop, retro. Angolul és spanyolul is énekel.

## Pályakép
Tizennégy éves korában írta első dalát; színészkedett és a modellkedett. Húsz éves korában Panamavárosba költözött, ahol beiratkozott egy főiskolára és folytatta zenei tanulmányait. 2007-ben középiskolai diplomát kapott az Universidad Católica Santa María La Antigua-van. Ezután hazaköltözött Guatemalába.
2008-ban indult el profi karrierje.

## Lemezek

### Albumok
- S.U.P.E.R. (2010)
- El Mundo Me Hizo Así (2015)
- Masoquista (2019)
- Despierta (2021)

### Kislemezek[1]
- El Otro Lado Del Cielo (2019)
- Sal (2019)
- Te Quiero Dar (2019)
- No Volveré a Caer (2018)
- Dominos (2018)
- La Vida No Es La Misma (2015)
- Contigo Quiero Estar (2015)
- Corazon Quebrado ft. Alkilados (2014)
- Que No Pare La Fiesta (2014)
- Pierdo La Razón (2014)
- Me Fui (2013)
- Lejos (2013)
- ¿Donde Está? Ft. Ignacio Borrel (2012)
- No te Conozco (2011)
- Back to Roots (2010)
- "Timbaolize Ft. Ronxxx" (2010)
- "Closer to Me Ft. DJ Ronxxx & Boggian" (2010)
- "Give Away Ft. DJ Ronxxx" (2010)
- "So Sexy Ft. Santiago Niño & DJ Ronxxx" (2008)
- "Tell Me Ft. Santiago Niño & DJ Ronxxx" (2008)

## Díjak
2011: Best Artist Artista Guatemala – jelölés

## Web
https://vimeo.com/channels/danielacarpio